# Kiowa (Kansas)
Kiowa è una città degli Stati Uniti d'America della Contea di Barber, nello Stato del Kansas.

## Storia
Kiowa è stata fondata nel 1872. Il nome della cittadina è in onore al popolo Kiowa.